# Râul Tincovița
Râul Tincovița este un curs de apă afluent al râului Tincova

## Hărți
- Harta Munții Poiana Rusca  Arhivat în 12 martie 2010, la Wayback Machine.
- Harta Județului Caraș-Severin